# 強尼·凱克
《強尼·凱克》（英語：Missing Johnny），是一部於2017年上映的愛情電影。由柯宇綸、瑞瑪席丹、黃遠領銜主演，台灣於2017年12月15日上映。

## 剧情
故事透過台北三個孤獨的靈魂，呈現年輕創作者眼中的當代脈動與失落。
独自在台北生活的徐子淇（瑞瑪席丹飾演）摸索着未来生存的方向，追逐平静生活的同时，持续陷在与男友（唐治平飾演）的困惑关系里。她经常接到打来要找「钱宁」的电话，这些打错的电话和她的小鹦鹉们是生活里的调剂和陪伴。住在徐子淇楼下的大男孩李立（黃遠飾演）是房东太太（黃韻玲飾演）的儿子。李立每天读报并反复聆听自己的录音来训练专注，可是自从某天发现楼下女房客徐子淇偷带小鸟上捷运后，他惯常的生活节奏因此乱了序，老是不由自主分神，并骑着单车在城市里漫无目的的晃荡着，直到母亲追问，才道破了母子两人的共同想念。漂泊的工头张以风（柯宇綸飾演）刚承揽了李立家附近一楼工地的装修工程，勘看工地的那天，他视如珍宝的老爷车在路上抛锚了，张以风觉顿失所依。

## 演員列表

### 主要演員
| 演員姓名  | 角色名稱 | 介紹 |
| 柯宇綸    | 張以風   |      |
| 瑞瑪·席丹 | 徐子淇   |      |
| 黃遠      | 李立     |      |

### 其他演員
| 演員姓名 | 角色名稱   | 介紹       |
| 黃韻玲   | 凌美雲     | 李立的媽媽 |
| 唐治平   | 王志偉     | 徐子淇男友 |
| 張國柱   | 張啟元     | 小豪的爸爸 |
| 鮑正芳   | 張母       |            |
| 高 捷    | 角叔       |            |
| 段鈞豪   | 張致豪     |            |
| 陳元豪   | 祥祥       |            |
| 劉永芳   | 四姨       |            |
| 劉政銓   | 李立大舅   |            |
| 陳昭慧   | 李立大舅媽 |            |
| 郭尚潔   | 凌老太太   |            |
| 陳彥翰   | 陳彥翰     |            |
| 薛提縈   | 阿薛       |            |
| 閻韋伶   | 小O        |            |

## 獎項
- 第54屆金馬獎(2017年)

| 獎項             | 入圍者       | 結果 |
| 最佳新導演       | 黃熙         | 提名 |
| 最佳新演員       | 瑞瑪席丹     | 獲獎 |
| 最佳原創電影音樂 | 林強、許志遠 | 提名 |

- 第19屆台北電影獎(2017年)

| 獎項           | 入圍者        | 結果 |
| 劇情長片       | 《強尼·凱克》 | 提名 |
| 國際新導演競賽 | 黃熙          | 提名 |
| 最佳男配角     | 黃遠          | 獲獎 |
| 最佳新演員     | 瑞瑪席丹      | 獲獎 |
| 最佳編劇       | 黃熙          | 獲獎 |
| 最佳攝影       | 姚宏易        | 獲獎 |

## 爭議
男主角柯宇綸被指支持反對兩岸服貿協議的「太陽花運動」並支持「台獨」。2018年3月28日，國台辦發言人安峰山在記者會上表示，《強尼‧凱克》已在中國大陸被擱置上映。安峰山在國台辦新聞發佈會回答香港中評社中評網記者的問題時表示：「據瞭解，有關主管部門已經掌握你所提到的這個情況，而且表示說，不會允許持『台獨』立場和具有『台獨』言行的臺灣藝人參與的影片在大陸上映。如果這些臺灣藝人認識到『台獨』的錯誤和危害，從思想上、行動上發生轉變，我們持歡迎態度。」

## 外部連結
- 強尼·凱克的Facebook專頁
- 互联网电影数据库（IMDb）上《強尼·凱克》的资料（英文）